# 阿道弗·薩奎耶
阿道弗·薩奎耶（西班牙語：Adolfo Saguier，1832年—1902年）是一名巴拉圭政治人物，1878年至1880年擔任巴拉圭副總統。
阿道弗是前巴拉圭駐阿根廷大使的弟弟，也是弗朗西斯科·索拉诺·洛佩斯的堂兄。在卡洛斯·安东尼奥·洛佩斯執政期間，他被派往歐洲學習。巴拉圭戰爭期間，他曾在軍隊服役，並在庫魯派蒂戰役中擔任砲兵指揮官。在洛佩斯統治的最後幾年，他領導了一起陰謀審判，導致被指控的反洛佩斯陰謀策劃者被捕、遭受酷刑並被處決。
戰後，他與德庫德派（Decoud）的自由黨政治家們建立了聯繫。他曾擔任眾議院議長。1875年至1876年，他擔任巴拉圭財政部長。
1878年，薩奎耶在坎迪多·巴雷羅的領導下當選為副總統。瓦雷伊羅突然去世後，貝納迪諾·卡瓦列羅於1880年9月4日組織了一場不流血政變，阻止他就任總統。參議院宣布薩奎耶辭職，卡瓦列羅當選總統。